# Makyo
Makyō das japanische Wort bedeutet in der japanischen Tradition des Zen-Buddhismus so viel wie Illusion, Halluzination, Täuschung, Schein oder Wahn. Wörtlich heißt es so viel wie Teufelsbereich (Teufelszeug oder Teufelswelt). Diese Erscheinungen können in unterschiedlicher Weise auftreten – als Klänge, Gerüche, prophetische Visionen, verändertes Körpergefühl und vieles mehr, was das Bewusstsein projiziert. Makyos taucht meist während der Meditation auf.
Makyō können somit die Meditation erheblich stören und eine Behinderung auf dem Weg zur Erleuchtung oder der spirituellen Praxis darstellen. Im Zen wird empfohlen, diese Halluzination einfach unbewertet stehen zu lassen und mit der Übung fortzufahren. Aufgabe des Zen-Meisters ist es auch, Makyos von „echten“ mystischen Erfahrungen zu unterscheiden wie beispielsweise Kenshō oder Satori.

## Vergleiche mit anderen Traditionen
Erfahrungen wie Makyō kommen in anderen meditativen Traditionen vor. In einigen hinduistischen Schulen werden Makyō-ähnliche Erfahrungen als Produkt des „Erfahrungskörpers“ (sukshma sharira), in seinem instabilen Zustand betrachtet. Solche Erfahrungen werden als eine andere Form von Maya angesehen, der illusorischen Natur der Welt, wie sie vom gewöhnlichen Bewusstsein wahrgenommen wird. Die tibetische kontemplative Literatur verwendet den parallelen Begriff Nyam, der in drei Kategorien fällt, die gewöhnlich als Klarheit, Glückseligkeit und Nicht-Konzeptualität aufgeführt werden.